# Вилоцька селищна рада
Вило́цька се́лищна ра́да — адміністративно-територіальна одиниця та орган місцевого самоврядування в Виноградівському районі Закарпатської області. Адміністративний центр — селище міського типу Вилок.

## Загальні відомості
- Населення ради: 3 316 осіб (станом на 1 січня 2011 року)

## Населені пункти
Селищній раді підпорядковані населені пункти:
- смт Вилок

## Склад ради
Рада складається з 14 депутатів та голови.
- Голова ради: Ковач Степан Карлович
- Секретар ради: Коптяєва-Ратковська Андрея Степанівна

### Керівний склад попередніх скликань
| Прізвище, ім'я, по батькові | Основні відомості                                                              | Дата обрання | Дата звільнення |
| --------------------------- | ------------------------------------------------------------------------------ | ------------ | --------------- |
| Кілб Йосип Людвигович       | Селищний голова, 1951 року народження, безпартійний                            | 26.03.2006   | 31.10.2010      |
| Кілб Йосип Людвикович       | Селищний голова, 1951 року народження, освіта середня спеціальна, безпартійний | 31.10.2010   |                 |
| Ковач Степан Карлович       | Селищний голова, 1979 року народження, освіта вища                             | з 25.10.2015 |                 |

Примітка: таблиця складена за даними сайту Верховної Ради України

### Депутати
За результатами місцевих виборів 2010 року депутатами ради стали:

#### За суб'єктами висування
| Суб'єкт висування | Кількість обраних депутатів | %  |
| ----------------- | --------------------------- | -- |
| Самовисування     | 19                          | 95 |
| Партія регіонів   | 1                           | 5  |

#### За округами
| № округу        | Прізвище, ім'я, по батькові           | Дата визнання обраним | Освіта             | Партійна приналежність                    | Відомості про обраного депутата                                                                  |
| --------------- | ------------------------------------- | --------------------- | ------------------ | ----------------------------------------- | ------------------------------------------------------------------------------------------------ |
| Партія регіонів |                                       |                       |                    |                                           |                                                                                                  |
| 2               | Шімон Дьенді Іштванівна               | 06.11.2010            | вища               | позапартійна                              | Вилоцька загальноосвітня школа І-ІІІ ст. № 2, вчитель                                            |
| Самовисування   |                                       |                       |                    |                                           |                                                                                                  |
| 1               | Балог Арпад Арпадович                 | 06.11.2010            | вища               | позапартійний                             | приватний підприємець                                                                            |
| 3               | Магочі Елеонора Йожефівна             | 06.11.2010            | вища               | позапартійна                              | териториальний центр при управлінні праці та соціального захисту населення, соціальний працівник |
| 4               | Кляп Іван Степанович                  | 06.11.2010            | вища               | позапартійний                             | тимчасово не працює                                                                              |
| 5               | Кіселович Крістіан Павлович           | 06.11.2010            | середня            | позапартійний                             | ТзОВ «Укрнафта», оператор                                                                        |
| 6               | Якоб Віталій Йосипович                | 06.11.2010            | середня спеціальна | член Партії регіонів                      | тимчасово не працює                                                                              |
| 7               | Пелешкей Аттіло Адальбертович         | 06.11.2010            | вища               | позапартійний                             | пенсіонер                                                                                        |
| 8               | Микулка Василь Дмитрович              | 06.11.2010            | середня спеціальна | позапартійний                             | АГЗП № 6, старший оператор                                                                       |
| 9               | Михайлова Світлана Василівна          | 06.11.2010            | вища               | позапартійна                              | Вилоцька амбулаторія загальної практики — сімейної медицини, головний лікар                      |
| 10              | Черничко Юрій Юрійович                | 06.11.2010            | вища               | позапартійний                             | Вилоцька загальноосвітня школа І-ІІІ ст. № 2, оператор газового господарства                     |
| 11              | Бабінцу Борнобаш Адальбертович        | 06.11.2010            | середня спеціальна | член Демократичної партії угорців України | тимчасово не працює                                                                              |
| 12              | Лемак Катерина Степанівна             | 06.11.2010            | середня            | позапартійна                              | приватний підприємець                                                                            |
| 13              | Тотар Борно Менгиртович               | 06.11.2010            | середня            | позапартійний                             | тимчасово не працює                                                                              |
| 14              | Побук Ярослав Федорович               | 06.11.2010            | середня спеціальна | позапартійний                             | тимчасово не працює                                                                              |
| 15              | Ковач Марія Олександрівна             | 06.11.2010            | середня            | позапартійна                              | приватний підприємець                                                                            |
| 16              | Полоташ Віктор Йосипович              | 06.11.2010            | середня            | член Партії регіонів                      | ТзОВ «ЗНП-Мукачево», помічник оператора                                                          |
| 17              | Ковач Йосип Олександрович             | 06.11.2010            | середня            | позапартійний                             | інвалід II групи                                                                                 |
| 18              | Коптяєва-Ратковська Андрея Степанівна | 06.11.2010            | вища               | позапартійна                              | Вилоцька селищна рада, секретар                                                                  |
| 19              | Пінцейш Раджу Васильович              | 06.11.2010            | середня            | позапартійний                             | приватний підприємець                                                                            |
| 20              | Ковач Михайло Йосипович               | 06.11.2010            | середня            | позапартійний                             | приватний підприємець                                                                            |